# Bictégravir
Le bictégravir est une molécule en cours de test comme médicament, de la classe des inhibiteurs de l'intégrase, pour le traitement des infections au VIH.

## Pharmacologie
Sa demi-vie plasmatique est de 18 h. Il est métabolisé par le cytochrome P3A4.

## Efficacité
Donné en première intention chez les patients ayant une infection au HIV, l'association avec de l'emtricitabine et du ténofovir, il s'avère d'une efficacité comparable à l'association dolutégravir, abacavir et lamivudine ou à celle associant dolutégravir , emtricitabine et ténofovir.